# Миодраг Вујовић
Миодраг Мишо Вујовић (Никшић, 1964) српски је писац, новинар, публициста, издавач и продуцент. Вишеструко је награђиван за медијски и културни рад, укључујући и Орден светог деспота српског Стефана Лазаревића Српске православне цркве.
Оснивач је Мисије, сада Задужбине Манастира Хиландара у Београду, као и издавачке куће „Принцип Прес“ и магазина Србија – Национална ревија.

## Медијски рад
Објавио је више хиљада чланака, огледа, репортажа, путописа и других текстова. Извештавао са ратом захваћених простора некадашње Југославије 1990–их, од Републике Српске Крајине до Косова и Метохије. Први је ратни извештач са ових простора који је, уласком у Мостар, успео да пређе на другу страну фронта.
Аутор је више стотина емисија, репортажа и прилога за Други програм Радио Београда.
Аутор је документарног филма Чувар светих хумки о Ђорђу Михаиловићу, чувару Српског ратничког гробља у Солуну. Уредник је и коаутор телевизијске емисије Од злата јабука.

## Издавачки и културни рад
Оснивач је Мисије, сада Задужбине Манастира Хиландара у Београду, којом је руководио три године. Такође је оснивач Издавачке куће „Принцип Прес“ и престижног магазина Србија – Национална ревија.
Приређивач је капиталних монографија на више светских језика: Туристичка библија Србије, Србија – од злата јабука, Бој изнад векова – стогодишњица Кумановске битке, Србија – друмовима, пругама, рекама и др.
Руководилац је више пројеката из области културе, међу којима су значајнији „Србија на међународним сајмовима књига – Лајпциг, Пекинг, Москва, Франкфурт 2019“ као и подухват дигитализације културног наслеђа и савременог стваралаштва „Србија национална ревија — пут у дигитализовани свет културне баштине Србије“.

## Награде и признања
- Специјална повеља Удружења новинара Србије за 1994. — годишња награда за ратно извештавање (1995).
- Златна значка Културно-просветне заједнице Србије, за „несебичан, предан и дуготрајан допринос ширењу културних вредности“ (2009).[2]
- Издавачки подухват године „Моштаница“ Сајма књига у Бањалуци, као издавач и аутор монографије Чувар светих хумки (2009).
- Орден светог деспота српског Стефана Лазаревића Српске православне цркве, „за делатну љубав према Светој Мајци Цркви, нарочито показану њиховим радом и великим доприносом у очувању и неговању националних и духовних вредности српског народа“ (2012). Први носилац новоустановљеног ордена, заједно са књижевником Милованом Витезовићем.[3]
- Годишња награда Удружења новинара Црне Горе, за изразит допринос новинарству Црне Горе, 2020.

## Ауторске књиге
- Осам векова српске душе (публикација о манастиру Хиландару, два издања, 1997. и 1998).
- Масакрирање истине (четири издања, 2002. два, 2003, 2005).
- Massacre of truth (2002).
- Црња и Гора (два издања, 2003. и 2004).
- Господар глади (2006).
- Чувар светих хумки (2009).
- Расправа над истиной (2017).
- Дневник посртања (два издања 2018. и 2019).
- Час истине (2020).